# Neukirchen (powiat Straubing-Bogen)
Neukirchen – miejscowość i gmina w Niemczech, w kraju związkowym Bawaria, w rejencji Dolna Bawaria, w regionie Donau-Wald, w powiecie Straubing-Bogen, wchodzi w skład wspólnoty administracyjnej Hunderdorf. Leży w Lesie Bawarskim, około 18 km na północny wschód od Straubingu.

## Dzielnice
W skład gminy wchodzą następujące dzielnice: Pürgl, Obermühlbach, Steinburg, Neukirchen i Obermühlbach

## Demografia
| Rok  | Liczba mieszk. |
| ---- | -------------- |
| 1970 | 1475           |
| 1987 | 1491           |
| 2000 | 1763           |

## Oświata
(na 1999)

W gminie znajduje się 50 miejsc przedszkolnych (62 dzieci) oraz szkoła podstawowa (4 nauczycieli, 79 uczniów).